# Louer
Louer – miejscowość i gmina we Francji, w regionie Nowa Akwitania, w departamencie Landy.
Według danych na rok 1990 gminę zamieszkiwało 160 osób, a gęstość zaludnienia wynosiła 56 osób/km² (wśród 2290 gmin Akwitanii Louer plasuje się na 1016. miejscu pod względem liczby ludności, natomiast pod względem powierzchni na miejscu 1542.).